# Бенехусар
Бенехусар (ісп. Benejúzar) — муніципалітет в Іспанії, у складі автономної спільноти Валенсія, у провінції Аліканте. Населення — 5480 осіб (2022).

## Географія
Муніципалітет розташований на відстані близько 360 км на південний схід від Мадрида, 43 км на південний захід від Аліканте.

## Демографія
Динаміка населення (INE ):

## Галерея зображень

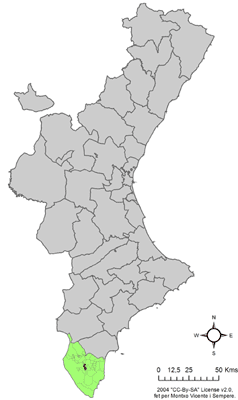
Розташування муніципалітету Бенехусар у автономній спільноті Валенсія
Розташування муніципалітету Бенехусар у комарці Вега-Баха-дель-Сегура